# Sterling Jerins
Sterling Jerins (Berlín, 15 de junio de 2004) es una actriz y cantante estadounidense conocida por interpretar a Judy Warren en The Conjuring, The Conjuring 2 y The Conjuring 3.

## Primeros años
Jerins nació en Nueva York, Estados Unidos. Es hija del artista Edgar Jerins y de la actriz Alana Jerins. Su hermana mayor, Ruby Jerins, también actriz, apareció en la película Remember Me.
Jerins apareció en la destacada película “Sin escape” en el año 2015.

## Carrera
En 2012, Jerins se unió al elenco de la película Guerra mundial Z, dirigida por Marc Forster, interpretó a Constance Lane, la hija más joven de Gerry (Brad Pitt) y Karen Lane (Mireille Enos), la película se estrenó el 21 de junio de 2013. Jerins también se unió al elenco de la película The Conjuring dirigida por James Wan, la película se estrenó el 19 de julio de 2013, interpretó a Judy Warren, la hija de los investigadores de fenómenos paranormales Ed Warren (Patrick Wilson) y Lorraine Warren (Vera Farmiga).
En 2014, coprotagonizó la comedia romántica And So It Goes, dirigida por Rob Reiner, interpretando el papel de Sarah, la nieta de Oren Little (Michael Douglas).
En 2015, Jerins coprotagonizó la película Dark Places, basada en la novela homónima de Gillian Flynn. Jerins interpretó a la protagonista Libby Day en su versión más joven, la actriz Charlize Theron interpreta a Libby Day en su versión adulta. También, coprotagonizó junto a Owen Wilson y Lake Bell la película de acción y suspenso No Escape, en 2015.
En 2016, apareció en The Conjuring 2, la secuela de The Conjuring, nuevamente como Judy Warren. Protagonizó la película Daisy Winters, y actualmente protagoniza la serie de HBO Divorce junto a Sarah Jessica Parker y Thomas Haden Church en el papel de Lila DuFresne.

## Filmografía

### Cine
| Año  | Título                    | Papel             | Notas |
| ---- | ------------------------- | ----------------- | ----- |
| 2013 | Butterflies of Bill Baker | Annie             |       |
| 2013 | Guerra mundial Z          | Constance Lane    |       |
| 2013 | The Conjuring             | Judy Warren       |       |
| 2014 | Lullaby                   | Karen (joven)     |       |
| 2014 | And So It Goes            | Sarah             |       |
| 2014 | 5 Flights Up              | Zoe               |       |
| 2015 | Dark Places               | Libby Day (joven) |       |
| 2015 | No Escape                 | Lucy Dwyer        |       |
| 2016 | The Conjuring 2           | Judy Warren       |       |
| 2016 | Daisy Winters             | Daisy Winters     |       |
| 2016 | Paterson                  | Joven poeta       |       |
| 2018 | Boarding School           | Christine         |       |
| 2021 | The Conjuring 3           | Judy Warren       |       |

### Televisión
| Año  | Título        | Papel         | Notas         |
| ---- | ------------- | ------------- | ------------- |
| 2011 | Royal Pains   | Gina          | 1 episodio    |
| 2013 | Deception     | Lily Bowers   | 5 episodios   |
| 2016 | Divorce       | Lila DuFresne | Rol principal |
| 2020 | Almost Family | Olivia        | 3 episodios   |